# Saison 2012-2013 de la LAH
Saison précédente Saison suivante
La saison 2012-2013 est la 77e saison de la Ligue américaine de hockey. Trente franchises jouent 76 matchs chacune dans la saison régulière à l'issue de laquelle seize d'entre elles se rencontrent pour se disputer la Coupe Calder qui est finalement gagnée par les Griffins de Grand Rapids.

## Saison régulière

### Contexte
Le 28 juin 2011, à l'occasion de l'assemblée des gouverneurs, la ligue annonce l'approbation de changements mineurs au niveau des divisions de l'association de l'Ouest. La division Ouest est renommée division Sud et trois équipes sont changées de division : l'équipe d'Abbotsford passe de la division Sud à la division Nord, celle de Grand Rapids passe de la division Nord à la Midwest et l'équipe de Charlotte passe de la Midwest à la division Sud. Aucun changement n'est apporté à l'association de l'Est.
La ligue effectue un changement au niveau de la réglementation en permettant dorénavant la reprise vidéo après un but.
Deux changements d'affiliation ont lieu : les Admirals de Norfolk deviennent affiliés aux Ducks d'Anaheim et le Crunch de Syracuse au Lightning de Tampa Bay.

### Classements
| Clt   | Équipe                            | Division   | PJ | V  | D  | DP | DF | BP  | BC  | Pts |
| ----- | --------------------------------- | ---------- | -- | -- | -- | -- | -- | --- | --- | --- |
| +001, | Bruins de Providence              | Atlantique | 76 | 50 | 21 | 0  | 5  | 222 | 183 | 105 |
| +002, | Falcons de Springfield            | Nord-Est   | 76 | 45 | 22 | 5  | 4  | 235 | 186 | 99  |
| +003, | Crunch de Syracuse                | Est        | 76 | 43 | 22 | 6  | 5  | 247 | 201 | 97  |
| +004, | Senators de Binghamton            | Est        | 76 | 44 | 24 | 1  | 7  | 227 | 188 | 96  |
| +005, | Penguins de Wilkes-Barre/Scranton | Est        | 76 | 42 | 30 | 2  | 2  | 185 | 178 | 88  |
| +006, | Pirates de Portland               | Atlantique | 76 | 41 | 30 | 3  | 2  | 230 | 233 | 87  |
| +007, | Monarchs de Manchester            | Atlantique | 76 | 37 | 32 | 3  | 4  | 219 | 209 | 81  |
| +008, | Bears de Hershey                  | Est        | 76 | 36 | 31 | 3  | 6  | 204 | 196 | 81  |
| +009, | Whale du Connecticut              | Nord-Est   | 76 | 35 | 32 | 6  | 3  | 213 | 222 | 79  |
| +010, | Admirals de Norfolk               | Est        | 76 | 37 | 34 | 4  | 1  | 188 | 207 | 79  |
| +011, | Sound Tigers de Bridgeport        | Nord-Est   | 76 | 32 | 32 | 7  | 5  | 218 | 242 | 76  |
| +012, | Devils d'Albany                   | Nord-Est   | 76 | 31 | 32 | 1  | 12 | 193 | 225 | 75  |
| +013, | Sharks de Worcester               | Atlantique | 76 | 31 | 34 | 4  | 7  | 191 | 228 | 73  |
| +014, | IceCaps de Saint-Jean             | Atlantique | 76 | 32 | 36 | 3  | 5  | 195 | 237 | 72  |
| +015, | Phantoms de l'Adirondack          | Nord-Est   | 76 | 31 | 38 | 3  | 4  | 187 | 223 | 69  |

| Clt   | Équipe                   | Division | PJ | V  | D  | DP | DF | BP  | BC  | Pts |
| ----- | ------------------------ | -------- | -- | -- | -- | -- | -- | --- | --- | --- |
| +001, | Stars du Texas           | Sud      | 76 | 43 | 22 | 5  | 6  | 235 | 201 | 97  |
| +002, | Marlies de Toronto       | Nord     | 76 | 43 | 23 | 3  | 7  | 237 | 199 | 96  |
| +003, | Griffins de Grand Rapids | Midwest  | 76 | 42 | 26 | 4  | 4  | 234 | 205 | 92  |
| +004, | Checkers de Charlotte    | Sud      | 76 | 42 | 26 | 4  | 4  | 226 | 202 | 92  |
| +005, | Barons d'Oklahoma City   | Sud      | 76 | 40 | 25 | 2  | 9  | 240 | 228 | 91  |
| +006, | Americans de Rochester   | Nord     | 76 | 43 | 29 | 3  | 1  | 234 | 209 | 90  |
| +007, | Aeros de Houston         | Sud      | 76 | 40 | 26 | 5  | 5  | 212 | 199 | 90  |
| +008, | Admirals de Milwaukee    | Midwest  | 76 | 41 | 28 | 4  | 3  | 197 | 200 | 89  |
| +009, | IceHogs de Rockford      | Midwest  | 76 | 42 | 31 | 2  | 1  | 246 | 225 | 87  |
| +010, | Wolves de Chicago        | Midwest  | 76 | 37 | 30 | 5  | 4  | 204 | 207 | 83  |
| +011, | Monsters du lac Érié     | Nord     | 76 | 35 | 31 | 3  | 7  | 211 | 220 | 80  |
| +012, | Heat d'Abbotsford        | Nord     | 76 | 34 | 32 | 4  | 6  | 171 | 198 | 78  |
| +013, | Rivermen de Peoria       | Midwest  | 76 | 33 | 35 | 5  | 3  | 183 | 218 | 74  |
| +014, | Rampage de San Antonio   | Sud      | 76 | 29 | 38 | 2  | 7  | 195 | 241 | 67  |
| +015, | Bulldogs de Hamilton     | Nord     | 76 | 29 | 41 | 1  | 5  | 159 | 228 | 64  |

- En gras et en italique : champion de la saison régulière
- En gras : champion de division
- En italique : qualifié pour les séries éliminatoires

## Match des étoiles

Logo du match des étoiles

Le 26e Match des étoiles de la LAH est disputé à Providence dans l'État du Rhode Island le 28 janvier 2013. Les équipes débutant le match sont composées de Justin Peters, Jamie Oleksiak, Michal Jordan, Andrew Agozzino, Ryan Hamilton et Mark Arcobello pour l'association de l'Ouest et Niklas Svedberg, Tim Erixon, Bobby Butler, Jonathan Marchessault, Nino Niederreiter et Matt Donovan pour celle de l'Est. Ryan Hamilton des Marlies de Toronto remporte le titre du meilleur joueur de la rencontre en inscrivant trois buts dans la victoire de l'association de l'Ouest 7 à 6 sur celle de l'Est.
| Association de l'Ouest | Association de l'Ouest | Association de l'Ouest | Association de l'Ouest   | Association de l'est | Association de l'est   | Association de l'est | Association de l'est              |
| No                     | Nom                    | Position               | Équipe                   | No                   | Nom                    | Position             | Équipe                            |
| 2                      | Adam Clendening        | D                      | IceHogs de Rockford      | 2                    | Chris Summers          | D                    | Pirates de Portland               |
| 6                      | Jamie Oleksiak         | D                      | Stars du Texas           | 3                    | Tim Erixon             | D                    | Falcons de Springfield            |
| 7                      | Brayden McNabb         | D                      | Americans de Rochester   | 7                    | Derek Meech            | D                    | IceCaps de Saint-Jean             |
| 9                      | Andrew Agozzino        | AG                     | Monsters du lac Érié     | 8                    | Mark Barberio          | D                    | Crunch de Syracuse                |
| 11                     | Quintin Laing - Cap.   | C                      | Heat d'Abbotsford        | 9                    | Tyler Johnson          | C                    | Crunch de Syracuse                |
| 12                     | Ryan Hamilton          | AG                     | Marlies de Toronto       | 11                   | Bobby Butler           | AD                   | Devils d'Albany                   |
| 13                     | Gustav Nyquist         | AD                     | Griffins de Grand Rapids | 13                   | J. T. Miller           | C                    | Whale du Connecticut              |
| 14                     | Chad Billins           | D                      | Griffins de Grand Rapids | 14                   | Richard Pánik          | AD                   | Crunch de Syracuse                |
| 15                     | Mark Cundari           | D                      | Rivermen de Peoria       | 16                   | Bracken Kearns         | C                    | Sharks de Worcester               |
| 16                     | Jason Zucker           | AG                     | Aeros de Houston         | 18                   | Jonathan Marchessault  | AG                   | Falcons de Springfield            |
| 21                     | Kevin Porter           | C                      | Americans de Rochester   | 20                   | Jeff Taffe             | C                    | Bears de Hershey                  |
| 25                     | Matt Fraser            | AG                     | Stars du Texas           | 21                   | Nino Niederreiter      | AG                   | Sound Tigers de Bridgeport        |
| 26                     | Mark Arcobello         | C                      | Barons d'Oklahoma City   | 22                   | Eric Gryba             | D                    | Senators de Binghamton            |
| 29                     | Brad Hunt              | D                      | Wolves de Chicago        | 23                   | Trent Whitfield - Cap. | C                    | Bruins de Providence              |
| 36                     | Drew Shore             | C                      | Rampage de San Antonio   | 26                   | Tyler Toffoli          | AD                   | Monarchs de Manchester            |
| 39                     | Martin St. Pierre      | C                      | IceHogs de Rockford      | 36                   | Brandon Manning        | D                    | Phantoms de l'Adirondack          |
| 40                     | Gabriel Dumont         | C                      | Bulldogs de Hamilton     | 42                   | Chad Kolarik           | C                    | Penguins de Wilkes-Barre/Scranton |
| 43                     | Mike Sgarbossa         | C                      | Monsters du lac Érié     | 46                   | Matt Donovan           | D                    | Sound Tigers de Bridgeport        |
| 47                     | Michal Jordan          | D                      | Checkers de Charlotte    | 49                   | Jamie Tardif           | AD                   | Bruins de Providence              |
| 64                     | Victor Bartley         | D                      | Admirals de Milwaukee    | 75                   | Radko Gudas            | D                    | Crunch de Syracuse                |
| 33                     | Barry Brust            | G                      | Heat d'Abbotsford        | 1                    | Niklas Svedberg        | G                    | Bruins de Providence              |
| 34                     | Petr Mrázek            | G                      | Griffins de Grand Rapids | 30                   | Curtis McElhinney      | G                    | Falcons de Springfield            |
| 35                     | Justin Peters          | G                      | Checkers de Charlotte    | 40                   | Robin Lehner           | G                    | Senators de Binghamton            |

| 28 janvier 2013 | Ouest | 7-6 (4-1, 1-3, 2-2) | Est | Dunkin' Donuts Center 10 846 spectateurs |

| Feuille de match                                                              | Feuille de match | Feuille de match                                                                       | Feuille de match | Feuille de match                                       |
| ----------------------------------------------------------------------------- | --- | -------------------------------------------------------------------------------------- | --- | ------------------------------------------------------ |
|                                                                               | J. Zucker (D. Shore, J. Peters) — 7 min 39 s - M. Fraser (V. Bartley) — 13 min 25 s B. Hunt (G. Nyquist, M. Cundari) — 14 min 35 s D. Shore (J. Zucker, B. McNabb) — 15 min 11 s - R. Hamilton (M. Arcobello) — 36 min 43 s - R. Hamilton (A. Agozzino, M. Arcobello) — 45 min 41 s - R. Hamilton (M. Arcobello, J. Oleksiak) — 59 min 48 s | 1-0 1-1 2-1 3-1 4-1 4-2 4-3 5-3 5-4 6-4 6-5 6-6 7-6                                    | - C. Kolarik (J. Tardif, R. Gudas) — 11 min 14 s - J. Marchessault (T. Johnson, R. Pánik) — 24 min 57 s B. Kearns (B. Butler, N. Niederreiter) — 26 min 31 s C. Kolarik (R. Gudas, T. Toffoli) — 37 min 11 s T. Toffoli (J. Taffe, D. Meech) — 47 min 33 s T. Whitfield (M. Barberio, E. Gryba) — 57 min 30 s | Arbitrage : Ryan Fraser Joe Andrews JL Bob Paquette JL |
| Justin Peters (1re période) Barry Brust (2e période) Petr Mrázek (3e période) | Gardiens | Niklas Svedberg (1re période) Curtis McElhinney (2e période) Robin Lehner (3e période) | | Arbitrage : Ryan Fraser Joe Andrews JL Bob Paquette JL |
| 2 min                                                                         | Pénalités | 0 min                                                                                  | | Arbitrage : Ryan Fraser Joe Andrews JL Bob Paquette JL |
| 44                                                                            | Tirs | 37                                                                                     | | Arbitrage : Ryan Fraser Joe Andrews JL Bob Paquette JL |

## Séries éliminatoires de la Coupe Calder
Le premier tour des séries se joue au meilleur des cinq matchs alors que les tours suivants sont joués au meilleur des sept rencontres.
|  | Quarts de finale d'association | Quarts de finale d'association | Quarts de finale d'association |   |              | Demi-finales d'association | Demi-finales d'association | Demi-finales d'association |  |   | Finales d'association | Finales d'association | Finales d'association |  |    | Finale de la Coupe Calder | Finale de la Coupe Calder | Finale de la Coupe Calder |
|  |                                |                                |                                |   |              |                            |                            |                            |  |   |                       |                       |                       |  |    |                           |                           |                           |
|  | 1                              | Providence                     | 3                              |   |              |                            |                            |                            |  |   |                       |                       |                       |  |    |                           |                           |                           |
|  | 8                              | Hershey                        | 2                              |   |              |                            |                            |                            |  |   |                       |                       |                       |  |    |                           |                           |                           |
|  | 8                              | Hershey                        | 2                              |   | 1            | Providence                 | 3                          |                            |  |   |                       |                       |                       |  |    |                           |                           |                           |
|  |                                |                                |                                |   | 1            | Providence                 | 3                          |                            |  |   |                       |                       |                       |  |    |                           |                           |                           |
|  |                                | 5                              | Wilkes-Barre/Scranton          | 4 |              |                            |                            |                            |  |   |                       |                       |                       |  |    |                           |                           |                           |
|  | 2                              | 5                              | Wilkes-Barre/Scranton          | 4 | Springfield  | 3                          |                            |                            |  |   |                       |                       |                       |  |    |                           |                           |                           |
|  | 2                              |                                |                                |   | Springfield  | 3                          |                            |                            |  |   |                       |                       |                       |  |    |                           |                           |                           |
|  | 7                              | Manchester                     | 1                              |   |              |                            |                            |                            |  |   |                       |                       |                       |  |    |                           |                           |                           |
|  | 7                              | Manchester                     | 1                              |   |              |                            |                            |                            |  | 5 | Wilkes-Barre/Scranton | 1                     |                       |  |    |                           |                           |                           |
|  | Association de l'Est           |                                |                                |   |              |                            |                            |                            |  | 5 | Wilkes-Barre/Scranton | 1                     |                       |  |    |                           |                           |                           |
|  |                                | 3                              | Syracuse                       | 4 |              |                            |                            |                            |  |   |                       |                       |                       |  |    |                           |                           |                           |
|  | 3                              | 3                              | Syracuse                       | 4 | Syracuse     | 3                          |                            |                            |  |   |                       |                       |                       |  |    |                           |                           |                           |
|  | 3                              |                                |                                |   | Syracuse     | 3                          |                            |                            |  |   |                       |                       |                       |  |    |                           |                           |                           |
|  | 6                              | Portland                       | 0                              |   |              |                            |                            |                            |  |   |                       |                       |                       |  |    |                           |                           |                           |
|  | 6                              | Portland                       | 0                              |   | 2            | Springfield                | 0                          |                            |  |   |                       |                       |                       |  |    |                           |                           |                           |
|  |                                |                                |                                |   | 2            | Springfield                | 0                          |                            |  |   |                       |                       |                       |  |    |                           |                           |                           |
|  |                                | 3                              | Syracuse                       | 4 |              |                            |                            |                            |  |   |                       |                       |                       |  |    |                           |                           |                           |
|  | 4                              | 3                              | Syracuse                       | 4 | Binghamton   | 0                          |                            |                            |  |   |                       |                       |                       |  |    |                           |                           |                           |
|  | 4                              |                                |                                |   | Binghamton   | 0                          |                            |                            |  |   |                       |                       |                       |  |    |                           |                           |                           |
|  | 5                              | Wilkes-Barre/Scranton          | 3                              |   |              |                            |                            |                            |  |   |                       |                       |                       |  |    |                           |                           |                           |
|  | 5                              | Wilkes-Barre/Scranton          | 3                              |   |              |                            |                            |                            |  |   |                       |                       |                       |  | E3 | Syracuse                  | 2                         |                           |
|  |                                |                                |                                |   |              |                            |                            |                            |  |   |                       |                       |                       |  | E3 | Syracuse                  | 2                         |                           |
|  |                                | O3                             | Grand Rapids                   | 4 |              |                            |                            |                            |  |   |                       |                       |                       |  |    |                           |                           |                           |
|  | 1                              | O3                             | Grand Rapids                   | 4 | Texas        | 3                          |                            |                            |  |   |                       |                       |                       |  |    |                           |                           |                           |
|  | 1                              |                                |                                |   | Texas        | 3                          |                            |                            |  |   |                       |                       |                       |  |    |                           |                           |                           |
|  | 8                              | Milwaukee                      | 1                              |   |              |                            |                            |                            |  |   |                       |                       |                       |  |    |                           |                           |                           |
|  | 8                              | Milwaukee                      | 1                              |   | 1            | Texas                      | 1                          |                            |  |   |                       |                       |                       |  |    |                           |                           |                           |
|  |                                |                                |                                |   | 1            | Texas                      | 1                          |                            |  |   |                       |                       |                       |  |    |                           |                           |                           |
|  |                                | 5                              | Oklahoma City                  | 4 |              |                            |                            |                            |  |   |                       |                       |                       |  |    |                           |                           |                           |
|  | 2                              | 5                              | Oklahoma City                  | 4 | Toronto      | 3                          |                            |                            |  |   |                       |                       |                       |  |    |                           |                           |                           |
|  | 2                              |                                |                                |   | Toronto      | 3                          |                            |                            |  |   |                       |                       |                       |  |    |                           |                           |                           |
|  | 7                              | Rochester                      | 0                              |   |              |                            |                            |                            |  |   |                       |                       |                       |  |    |                           |                           |                           |
|  | 7                              | Rochester                      | 0                              |   |              |                            |                            |                            |  | 5 | Oklahoma City         | 3                     |                       |  |    |                           |                           |                           |
|  | Association de l'Ouest         |                                |                                |   |              |                            |                            |                            |  | 5 | Oklahoma City         | 3                     |                       |  |    |                           |                           |                           |
|  |                                | 3                              | Grand Rapids                   | 4 |              |                            |                            |                            |  |   |                       |                       |                       |  |    |                           |                           |                           |
|  | 3                              | 3                              | Grand Rapids                   | 4 | Grand Rapids | 3                          |                            |                            |  |   |                       |                       |                       |  |    |                           |                           |                           |
|  | 3                              |                                |                                |   | Grand Rapids | 3                          |                            |                            |  |   |                       |                       |                       |  |    |                           |                           |                           |
|  | 6                              | Houston                        | 2                              |   |              |                            |                            |                            |  |   |                       |                       |                       |  |    |                           |                           |                           |
|  | 6                              | Houston                        | 2                              |   | 2            | Toronto                    | 2                          |                            |  |   |                       |                       |                       |  |    |                           |                           |                           |
|  |                                |                                |                                |   | 2            | Toronto                    | 2                          |                            |  |   |                       |                       |                       |  |    |                           |                           |                           |
|  |                                | 3                              | Grand Rapids                   | 4 |              |                            |                            |                            |  |   |                       |                       |                       |  |    |                           |                           |                           |
|  | 4                              | 3                              | Grand Rapids                   | 4 | Charlotte    | 2                          |                            |                            |  |   |                       |                       |                       |  |    |                           |                           |                           |
|  | 4                              |                                |                                |   | Charlotte    | 2                          |                            |                            |  |   |                       |                       |                       |  |    |                           |                           |                           |
|  | 5                              | Oklahoma City                  | 3                              |   |              |                            |                            |                            |  |   |                       |                       |                       |  |    |                           |                           |                           |

## Trophées

### Trophées collectifs
| Coupe Calder : Vainqueurs des séries                               | Griffins de Grand Rapids |
| Trophée Richard-F.-Canning : Vainqueurs de l'association de l'Est  | Crunch de Syracuse       |
| Trophée Robert-W.-Clarke : Vainqueurs de l'association de l'Ouest  | Griffins de Grand Rapids |
| Trophée Macgregor-Kilpatrick : Champions de la ligue               | Bruins de Providence     |
| Trophée Frank-Mathers : Champions de la division Est               | Crunch de Syracuse       |
| Trophée Norman-R.-« Bud »-Poile : Champions de la division Midwest | Griffins de Grand Rapids |
| Trophée Emile-Francis : Champions de la division Atlantique        | Bruins de Providence     |
| Trophée F.-G.-« Teddy »-Oke : Champions de la division Nord-Est    | Falcons de Springfield   |
| Trophée Sam-Pollock : Champions de la division Nord                | Marlies de Toronto       |
| Trophée John-D.-Chick : Champions de la division Ouest             | Stars du Texas           |

### Trophées individuels
| Trophée Les-Cunningham : Meilleur joueur de la saison                               | Tyler Johnson (Syracuse)                              |
| Trophée John-B.-Sollenberger : Meilleur pointeur                                    | Brandon Pirri (Rockford)                              |
| Trophée Willie-Marshall : Meilleur buteur                                           | Tyler Johnson (Syracuse)                              |
| Trophée Dudley-« Red »-Garrett : Meilleure recrue                                   | Tyler Toffoli (Manchester)                            |
| Trophée Eddie-Shore : Meilleur défenseur                                            | Justin Schultz (Oklahoma)                             |
| Trophée Aldege-« Baz »-Bastien : Meilleur gardien                                   | Niklas Svedberg (Providence)                          |
| Trophée Harry-« Hap »-Holmes : Gardiens de l'équipe ayant encaissé le moins de buts | Jeff Zatkoff et Brad Thiessen (Wilkes-Barre/Scranton) |
| Trophée Louis-A.-R.-Pieri : Meilleur entraîneur                                     | Willie Desjardins (Texas)                             |
| Trophée Fred-T.-Hunt : Joueur au meilleur esprit sportif                            | Brandon Davidson (Oklahoma City)                      |
| Trophée Yanick-Dupré : Joueur le plus impliqué dans sa communauté                   | Mike Zigomanis (Toronto)                              |
| Trophée Jack-A.-Butterfield : Meilleur joueur des séries                            | Tomáš Tatar (Grand Rapids)                            |